# The Absinthe Dreams
The Absinthe Dreams är det svenska hardcorebandet Path of No Returns andra studioalbum, utgivet 2007 på skivbolaget Burning Heart Records.
På skivan hade bandet ersatt den avhoppade sångaren Adam Hector med Daniel Cederborg och Patrik Jakobsson, som delade på sången.

## Produktion
The Absinthe Dreams spelades in och mixades i Ear Studio, Uppsala mellan september och november 2006 av Carl Wikman, som också var producent. Skivan mastrades av Peter in de Betou.

## Låtlista
Alla låtar är skrivna av Path of No Return.
1. "Soran" - 4:04
2. "Cold Grief, Empty Eyes" - 3:44
3. "Missile Blues" - 3:42
4. "The Absinthe Dreams" - 3:30
5. "Shogun" - 4:42
6. "Broken Dances" - 5:25
7. "Northern Lights" - 1:33
8. "And All We Are" - 3:41
9. "Devoured" - 3:32
10. "The Marriage of Black and White" - 3:03
11. "The Poet's Walk" - 5:11

## Personal
- Daniel Cederborg - gitarr, sång
- Peter in de Betou - mastering
- Adam Holmkvist - bas
- Martin Jacobsson - trummor (krediterad som "Logan")
- Patrik Jakobsson - sång
- Björn Larsson - fotografi
- Carl Wikman - mixning, inspelning, producent

## Mottagande

### Sverige
The Absinthe Dreams snittar på 3,4/5 på Kritiker.se, baserat på tre recensioner.
Dagens skivas recensent Tomas Lundström gav betyget 7/10 och skrev "The Absinthe Dreams är en synnerligen angenäm upplevelse. Här finns gott om nedstämda riff, galna taktbyten, brutna takter, ångestskrik och en hel del annat smaskigt. Men framför allt finns här ett brett spektrum av känslor och välskrivna låtar att fördjupa sig i."
Svenska Dagbladet, å andra sidan, var inte lika positivt inställt och delade ut betyget 3/6. Recensenten Linnéa Olsson skrev "Ena sekunden manglar Örebrobandet sedvanlig metalcore, andra sekunden läggs onödig fokus på platt postrock. Ett försök att fylla hardcoreenergin med botten kanske, men likväl tröttsamt."
Muzic.se gav betyget 4/5. Recensenten Fredrik Bergström skrev "Jag får fysiskt ont i skallen och i halsen bara av att lyssna på skiten. Och när jag mår dåligt av att nånting är bra så brukar det inte vara dåligt…gick det där ihop?"

### Internationellt
RoomThirteen var försiktigt positiv till skivan. Recensenten Terry Broadhurst avslutade recensionen med orden "So to sum up really quick I think this is damn good for a hardcore album, still not something I'd play to death for my own amusement but if you like hardcore this should be on your list of things to hear."

### Fotnoter
1. 1 2 3 4  ”The Absinthe Dreams”. Discogs.com. http://www.discogs.com/Path-Of-No-Return-The-Absinthe-Dreams/release/1828332. Läst 25 mars 2012.
2. ↑  ”The Absinthe Dreams”. Kritiker.se. http://kritiker.se/skivor/recension/?skiva=Path_Of_No_Return__-__The_Absinthe_Dreams. Läst 25 mars 2012.
3. ↑  Lundström, Tomas (30 augusti 2007). ”The Absinthe Dreams”. Dagensskiva.com. http://dagensskiva.com/2007/08/30/path-of-no-return-the-absinthe-dreams/. Läst 25 mars 2012.
4. ↑  Olsson, Linnéa (27 september 2007). ”The Absinthe Dreams”. Svenska Dagbladet. http://www.svd.se/kultur/musik/path-of-no-return-the-absinthe-dreams_259471.svd. Läst 25 mars 2012.
5. ↑  Bergström, Fredrik (18 september 2007). ”Stop Following Me!”. Muzic.se. Arkiverad från originalet den 22 augusti 2010. https://web.archive.org/web/20100822160140/http://www.muzic.se/show.php?typ=skivor&id=1062. Läst 25 mars 2012.
6. ↑  Broadhurst, Terry (21 oktober 2007). ”The Absinthe Dreams”. Room Thirteen. http://www.roomthirteen.com/cd_reviews/6857/Path_Of_No_Return__The_Absinthe_Dreams.html. Läst 25 mars 2012.